# Hakan (nome)
Hakan  è un nome proprio di persona turco maschile.

## Origine e diffusione
Il prenome significa letteralmente "imperatore", "legislatore". Un tempo, infatti, i potenti condottieri prendevano l'appellativo di hakan (cfr. il termine khan).
In Turchia, il nome stazionava tra i primi venti nomi più diffusi tra gli anni ottanta e la metà degli anni novanta e tra i primi cinquanta fino al 2004, ma la sua popolarità è successivamente andata via via diminuendo.

## Onomastico
Il nome è adespota, non essendo portato da alcun santo. L'onomastico si può festeggiare il 1º novembre, giorno in cui cade la festa di Ognissanti.

## Persone
- Hakan Arıkan, calciatore turco
- Hakan Arslan, calciatore turco
- Hakan Aslantaş, calciatore turco
- Hakan Balta, calciatore turco

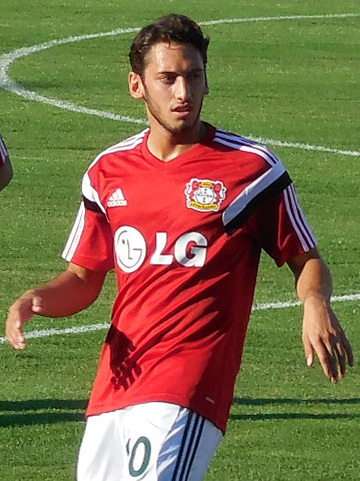
Hakan Çalhanoğlu

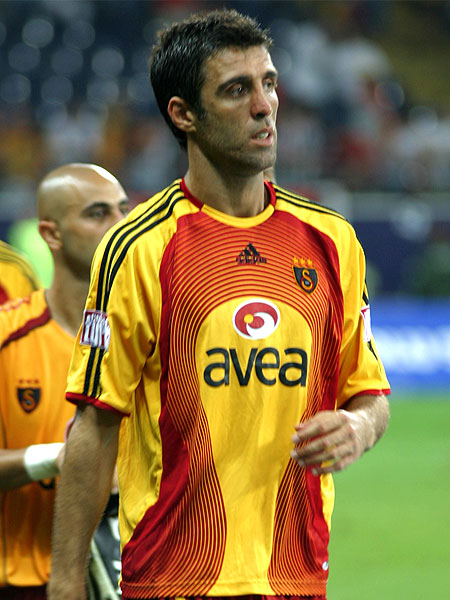
Hakan Şükür

- Hakan Çalhanoğlu, calciatore tedesco naturalizzato turco
- Hakan Demir, allenatore di pallacanestro turco
- Hakan Demirel, cestista turco
- Hakan Günday, scrittore turco
- Hakan Keleş, calciatore e allenatore di calcio turco
- Hakan Köseoğlu, cestista turco
- Hakan Özoğuz, chitarrista turco
- Hakan Özmert, calciatore turco
- Hakan Reçber, taekwondoka turco
- Hakan Serbes, attore pornografico tedesco
- Hakan Şükür, calciatore turco
- Hakan Ünsal, calciatore turco
- Hakan Yakın, calciatore svizzero